# Луче (Гросуплє)
Луче (словен. Luče) — поселення в общині Гросуплє, Осреднєсловенський регіон, Словенія. Висота над рівнем моря: 315 м.